# SN 1999ec
SN 1999EC é uma supernova localizada em NGC 2207/IC 2163.